# Rinodina zwackhiana
Rinodina zwackhiana är en lavart som först beskrevs av Kremp., och fick sitt nu gällande namn av Körb. Rinodina zwackhiana ingår i släktet Rinodina och familjen Physciaceae.   Inga underarter finns listade i Catalogue of Life.